# Hiraea papilionacea
Hiraea papilionacea là một loài thực vật có hoa trong họ Malpighiaceae. Loài này được Cuatrec. & Croat mô tả khoa học đầu tiên năm 1980.